# Voi ma mút Columbia
Voi ma mút Columbia (danh pháp hai phần: Mammuthus columbi) là một loài voi ma mút đã tuyệt chủng, từng sinh sống trong khu vực Bắc Mỹ vào khoảng 100.000 - 9.000 năm trước. Nó là một trong những loài voi ma mút lớn nhất đã từng sinh sống, cao tới 4 m (13 ft) tính từ vai và cân nặng khoảng 7-9 tấn. Nó là một động vật ăn cỏ, với thức ăn chủ yếu là các loại thực vật khác nhau, từ cỏ tới các loài cây thuộc ngành thông. Người ta cũng cho rằng voi ma mút Columbia ăn các loại quả lớn của Bắc Mỹ như Maclura pomifera, Gymnocladus dioicus và Gleditsia triacanthos do tại Bắc Mỹ đã không tồn tại các loài động vật ăn cỏ lớn khác có thể tiêu hóa những loại quả này. Sử dụng các nghiên cứu về voi châu Phi, người ta cho rằng một con voi ma mút Columbia đực trưởng thành có thể ăn tới 200 kg (450 pao) thức ăn thực vật mỗi ngày. Ngà của loài voi này phát triển đến 3-4,5m (10–15 ft), một cặp ngà voi ma mút Columbia được phát hiện tại miền trung Texas là cặp ngà voi lớn nhất đối với bất kỳ loài voi nào: nó dài 5 m (16 ft).
Dựa trên các nghiên cứu về các họ hàng gần của nó, voi ngày nay, thì voi ma mút Columbia có lẽ có chu kỳ mang thai khoảng 22 tháng, sinh ra một con voi ma mút con. Cấu trúc xã hội của chúng có lẽ tương tự như của voi châu Phi và voi châu Á, với các con voi cái sống thành bầy do một con voi cái làm đầu đàn, trong khi voi đực sống đơn lẻ hoặc tạo nhóm lỏng lẻo sau khi đạt tới độ tuổi trưởng thành về mặt sinh lý. Các nghiên cứu DNA gần đây chỉ ra rằng các họ hàng gần của nó còn tồn tại là voi châu Á, còn voi châu Phi thì có quan hệ họ hàng xa hơn.
Voi ma mút Columbia là một trong những thành viên cuối cùng của quần động vật kích thước lớn châu Mỹ bị tuyệt chủng, với một vài mẫu di vật có niên đại khoảng 9.000 năm trước hoặc ít hơn và trong số đó có một mẫu ở gần Nashville, Tennessee, có niên đại khá tin cậy là khoảng 7.800 năm trước.